# Обувь

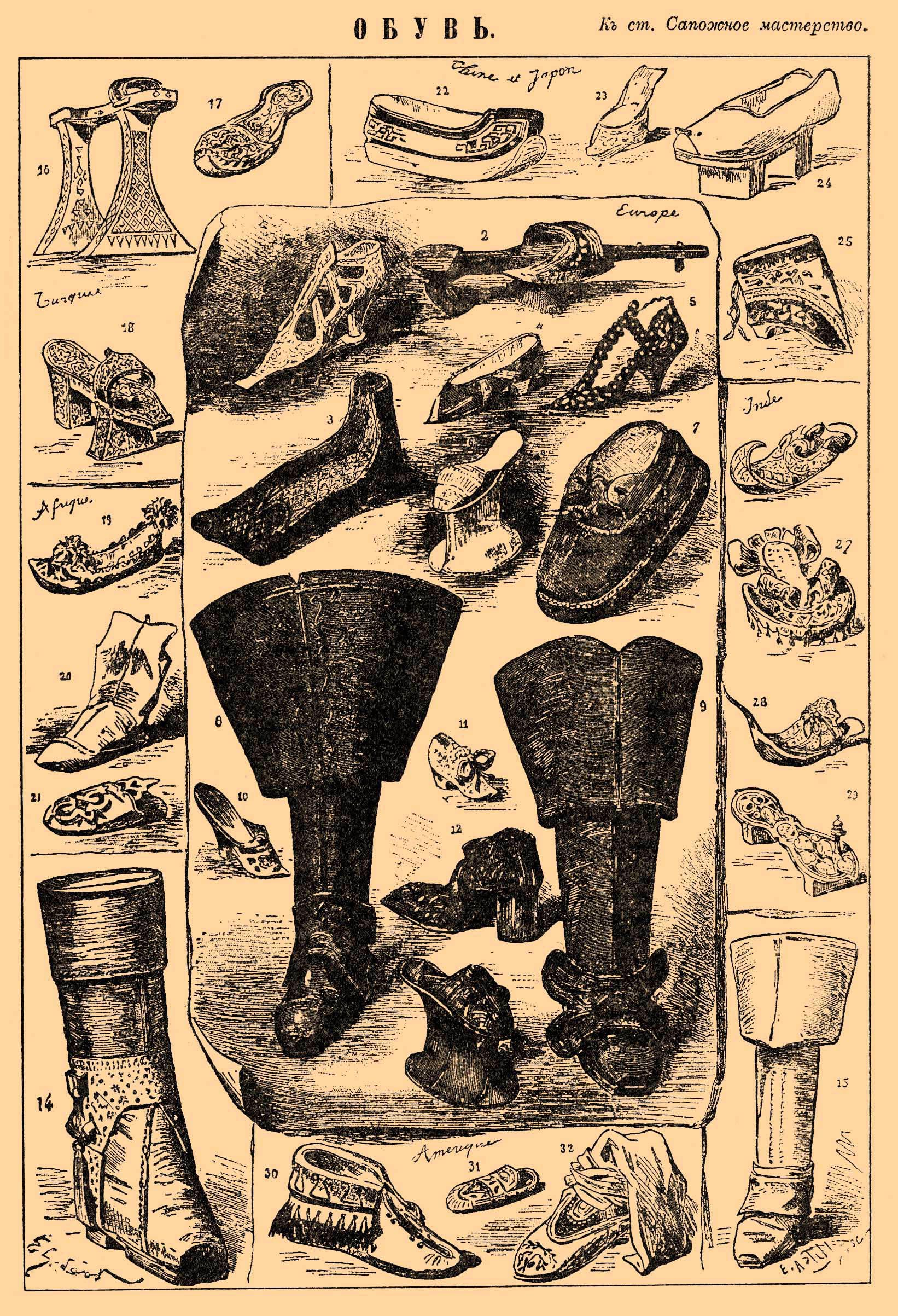
Иллюстрация из статьи ЭСБЕ «Сапожное мастерство». Коллекция обуви, составленная Жакемаром в музее Клюли в Париже.
1) Башмак из гардероба Екатерины Медичи. Каблук красный, верх из белой кожи, вышитый розовым шёлком. Вспомогательная подошва, соединяющая каблук с носком, тоже красная.
2) Деревянная туфля на ножках, обитых железом. Кожаная перехватка вышита шёлком.
3) Мужской немецкий башмак XVI века, из одного куска кожи.
4) Шёлковая туфля, вышитая лентами, принадлежавшая принцессе Ламбаль.
5) Дамский башмак фламандского происхождения, времён Людовика XIII, из жёлтого сафьяна с красными украшениями.
6) Женская туфля из белой тиснёной кожи, из Венеции, XVI век.
7) Крестьянский башмак из двойной кожи, времён Людовика XIV.
8) Французский сапог XVI века с вытисненными лилиями.
9) Тяжёлые сапоги времён Людовика XIV, так называемые «котлы».
10) Дамская туфля времён Людовика XV, верх шелковый с бархатными украшениями, каблук белый.
11) Детский башмак той же эпохи: край розовый с серебряным кружевом, бант из розовой ленты.
12) Башмак Генрих I де Монморанси, из чёрной кожи, каблук деревянный, обтянутый красной кожей, украшены лилиями и вензелем владельца.
13) (Объяснение рисунка опущено в подлиннике ЭСБЕ).
14) Сапог почтальона времён Людовика XV.
15) Ботфорт времён Людовика XIV.
16) Турецкая туфля на ножках, для бани, где горячий пол. Украшена перламутром и обита жестью, перехватка из фиолетовой ткани, вышитой шёлком.
17) Туфля из Константинополя; на красном бархате нашиты вырезанные цветы.
18) Сандалия турецкой дамы; украшена серебряной чеканной работой.
19) Турецкая туфля в виде лодки, из белой кожи, украшения из белого и розового шёлка.
20) Дамский сапог из Александрии, верхняя часть из жёлтой кожи вшита в туфлю.
21) Африканская туфля с вышивками серебром и шёлком.
22) Китайская туфля, мужская, из фиолетовой шёлковой ткани, с обшивкой из чёрного атласа.
23) Женский китайский башмак, шелковый, с бабочкой, вышитой на носке.
24) Башмак мужской на ножках, из Гонконга. Ножки чёрные, верх из красной лакированной кожи.
25) Дамский китайский башмак из чёрного атласа с нашитыми белыми узорами.
26) Индийский башмак, вышитый, загнутый носок красный.
27) Индийский башмак на ножках, подошва спереди выступает в форме эполета, обшит разноцветным атласом и снабжён завязками.
28) Башмак из Пенджаба, вышит серебром.
29) Индийская сандалия, украшена резьбою.
30) Древний военный мокасин из Северной Америки. Из цельного куска кожи, с красной вышивкой.
31) Очень старый детский мокасин; в носке кожа собрана складками.
32) Женский мокасин из жёлтой кожи, вышитой шелками. Верх из голубой бумажной ткани, с ремнями для подкрепления.

О́бувь — предмет одежды, надеваемый на ноги. Применяется в первую очередь для тепловой и механической защиты ног.

## История

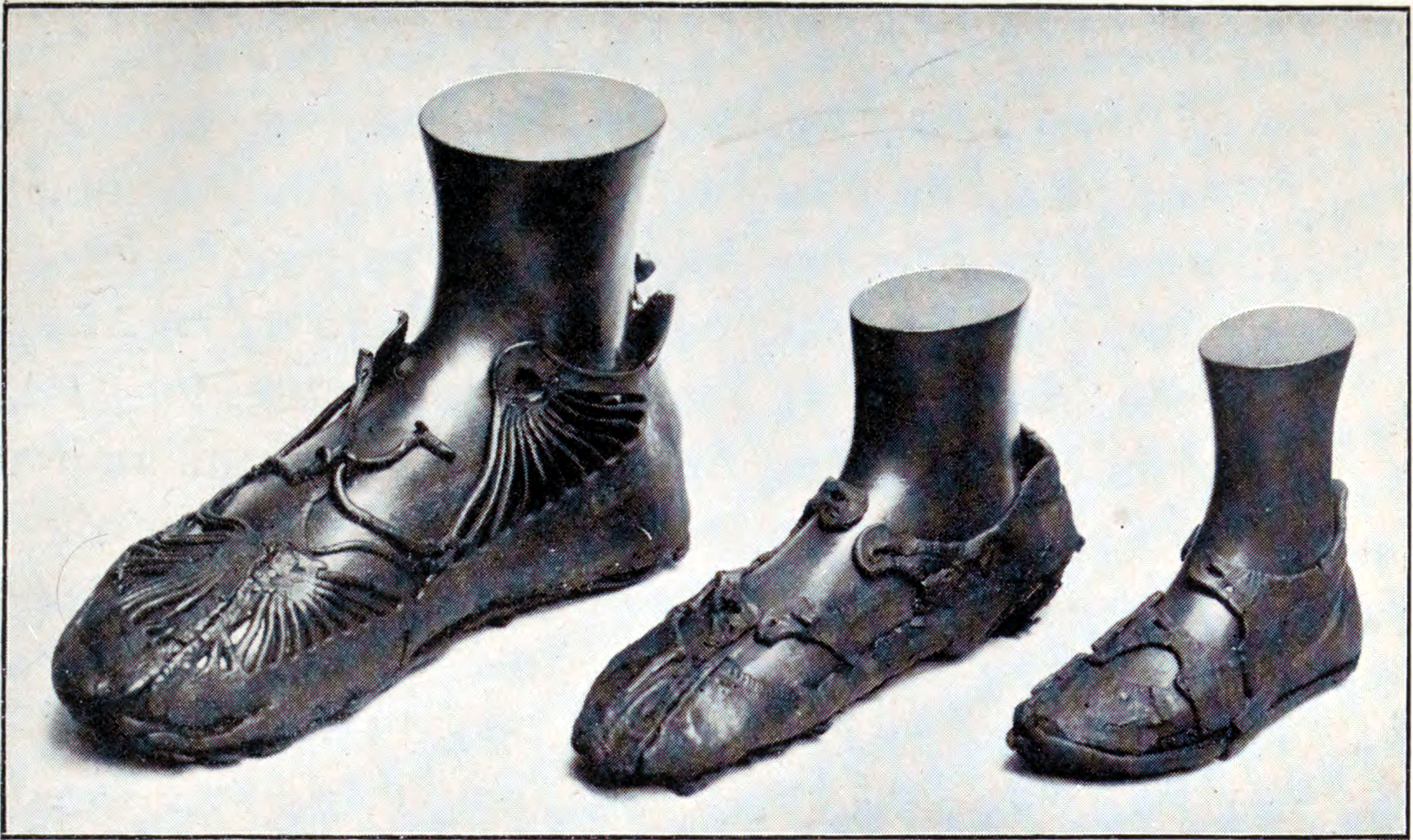
Римская обувь: мужская, женская и детская

История обуви начинается примерно с верхнего палеолита. Изучение наиболее раннего периода истории обуви представляет особенный интерес для археологов и антропологов.

### Древнейшая обувь
История обуви насчитывает не одно тысячелетие. Историк Эрик Тринкаус из частного Университета Вашингтона в Сент-Луисе (штат Миссури, США) провёл сравнительный биомеханический анализ проксимальных фаланг пальцев ног людей среднего палеолита Западной Евразии и верхнего палеолита и заметил, что мизинец становился все слабее, а затем начала изменяться и форма стопы. Эта характерная деформация связана с постоянным ношением обуви. Анатомические данные указывают на то, что поддерживающая обувь была редкостью в среднем палеолите, но стала частой к середине верхнего палеолита. На основе этого анализа представлены дополнительные данные для Homo sapiens из среднего верхнего палеолита — Сунгирь 1 (34 тыс. л. н.) и Тяньюань 1 (40 тыс. л. н.). Оба образца демонстрируют относительно изящные средние проксимальные фаланги в контексте в остальном крепких нижних конечностей. По мнению Тринкауса, низкое отношение размеров фаланг среднего пальца к общему размеру тела является хорошим доказательством использования обуви. Сунгирь 1 усиливает ассоциацию обуви с изяществом фаланговых пальцев.
Для изготовления обуви использовались грубая толстая пряжа, войлок, растительные материалы — древесная кора, камыш, папирус, лыко, солома и даже дерево (японцы, например, до сих пор носят гэта — деревянные сандалии).
Обувь-сандалии из коры полыни, найденные в пещере Форт-Рок в американском штате Орегон в 1938 году, датируются примерно 7000 или 8000 годами до нашей эры.

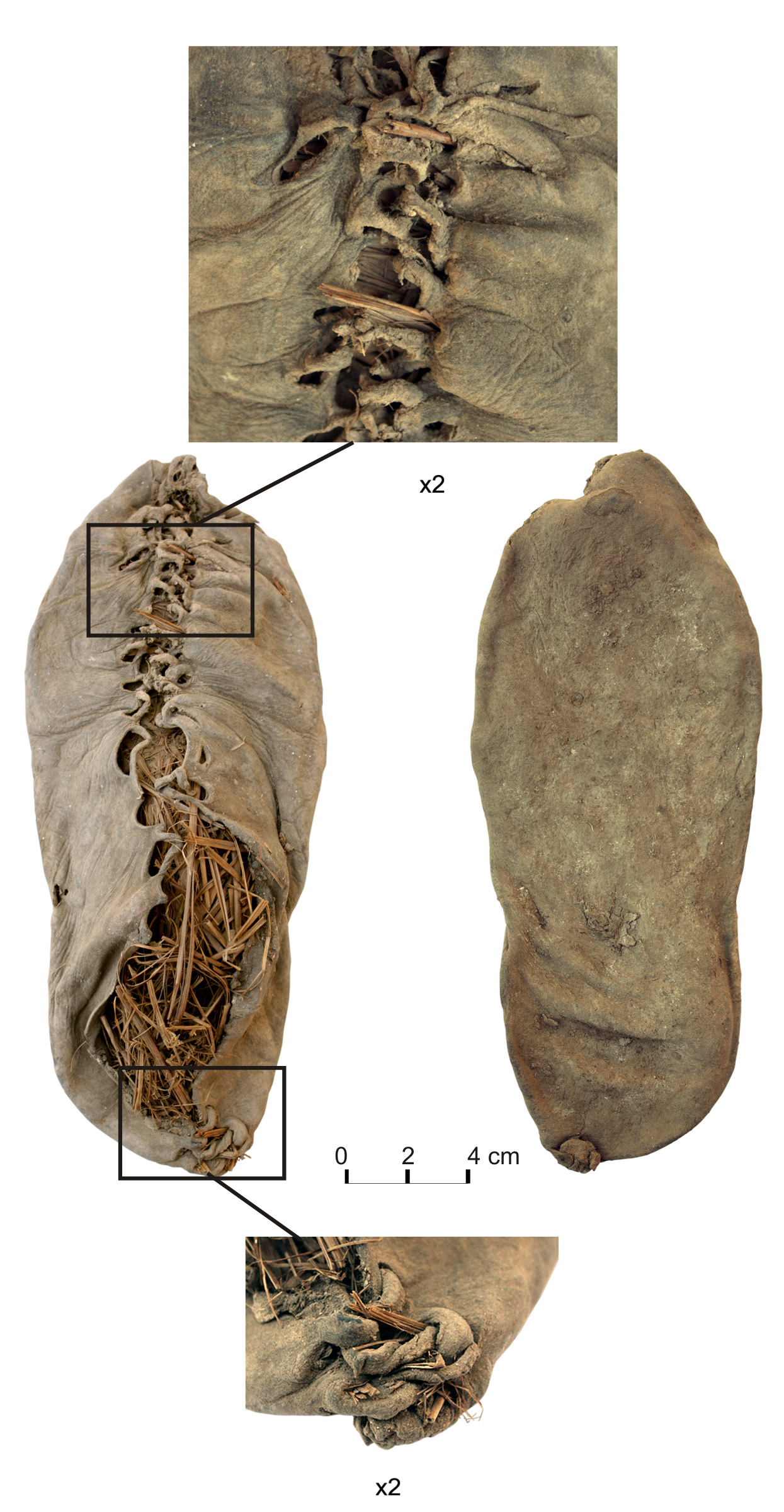
Кожаная обувь, найденная в пещере Арени в Армении

В Армении при раскопках пещеры Арени в сентябре 2008 года была найдена обувь, возраст которой более 5500 лет. Находка датируется периодом энеолита (3600—3500 годы до н.э). Это мягкие туфли с заострёнными концами — чарохи. Обнаруженная обувь стала самой старой археологической находкой в Европе и Азии. Согласно специалистам эта обувь практически не отличается от той, которую носили в армянских селениях.
По мнению исследователей, первые в истории человечества ботинки представляли собой что-то вроде портянок из медвежьих шкур, утеплённых изнутри сухой травой. И это не просто предположение — именно такие башмаки оказались на ногах Эци — мумифицированного трупа мужчины, погибшего 5300 лет назад, который был найден в Эцтальских Альпах на границе между Австрией и Италией.
Древние люди также обматывали ноги повязками. Раньше повязки такого рода использовались военными (портянки).

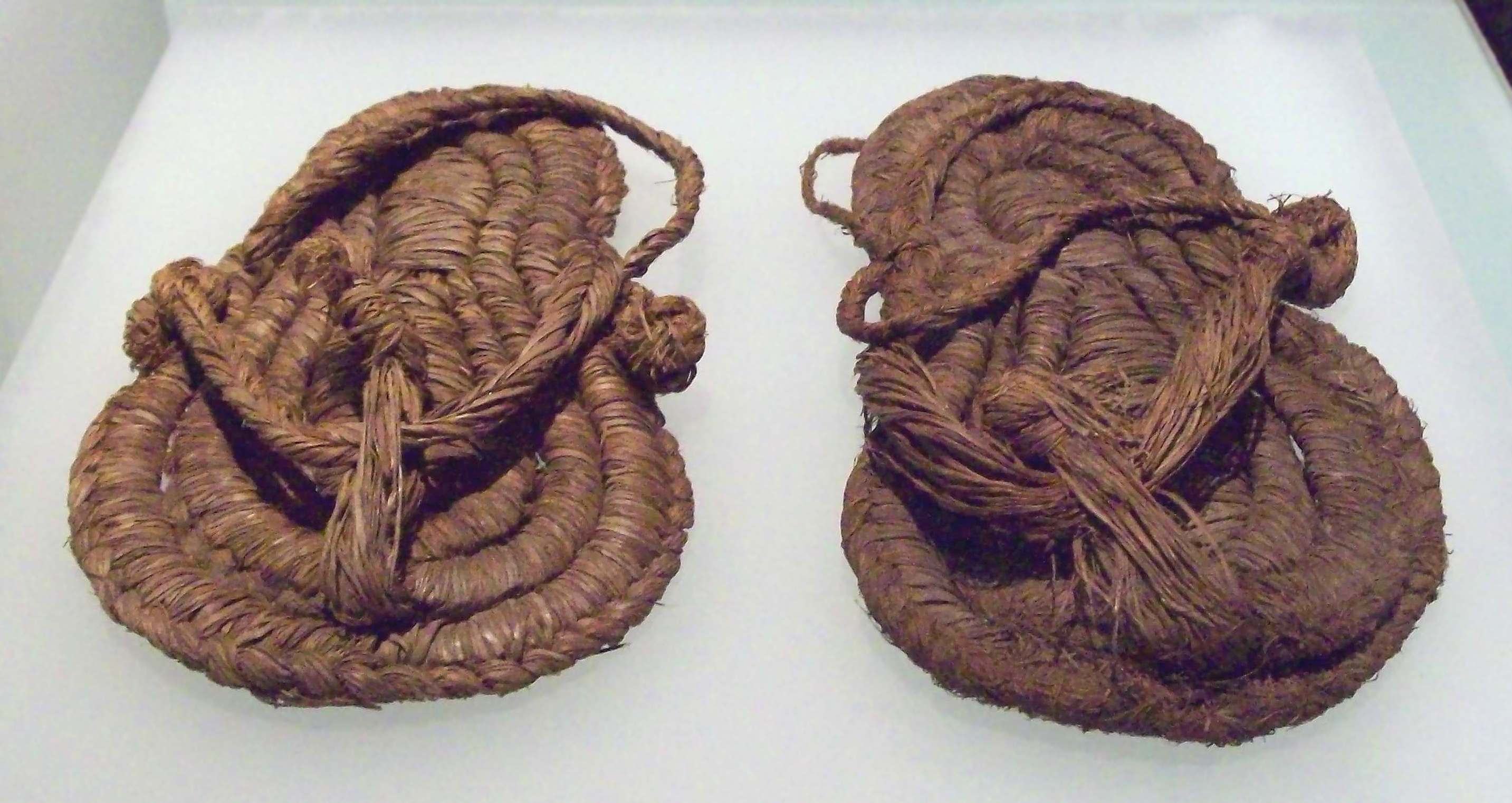
Сандалии V—VI веков, найдены в Испании

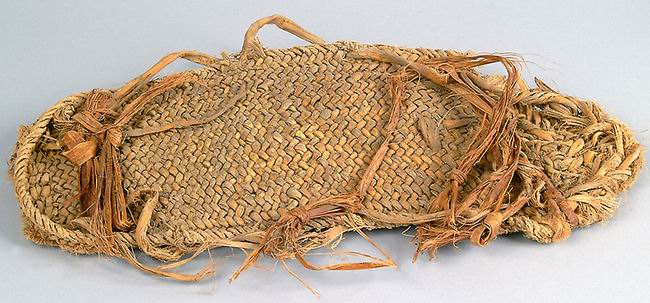
Сандалии XII века

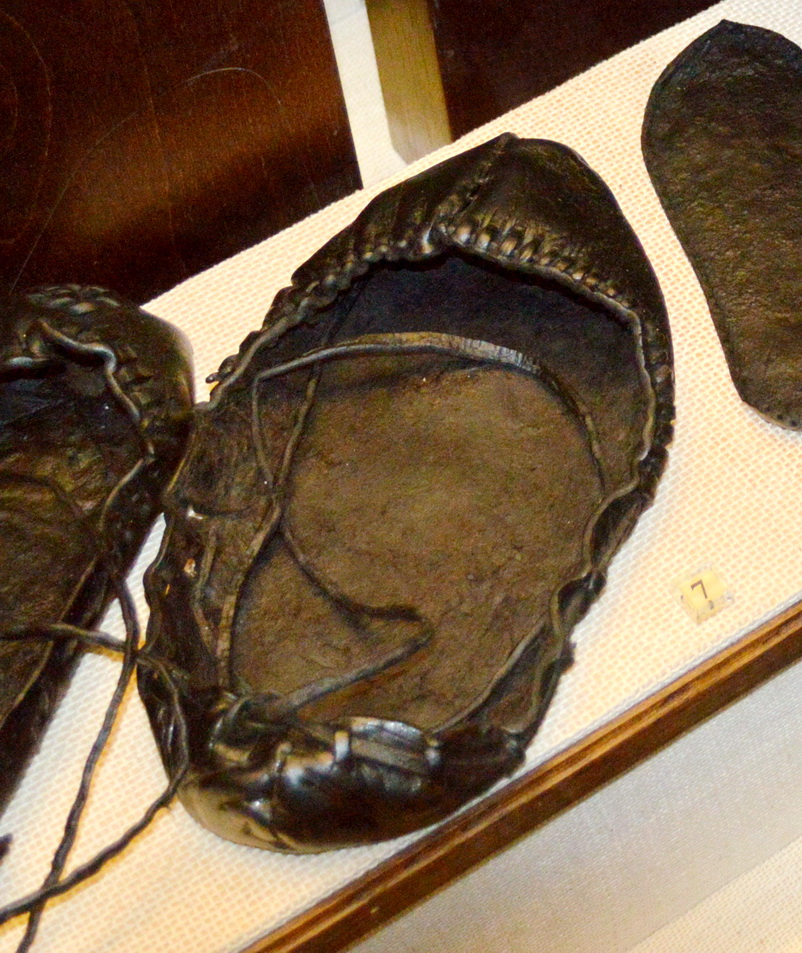
Поршень из Новгорода (XII—XIII вв.)

### Древний Восток
Сведения о том, какую обувь носили в Древнем Египте, более достоверны. Самым распространённым видом обуви были сандалии из пальмовых листьев или папируса, похожие по форме на стремя: подошва, на носке загнутая кверху, прикреплялась к ноге кожаными ремешками, один из которых шёл поперёк стопы, а другой крепился перпендикулярно к нему. Родовитые египтяне украшали ремешки изысканными рисунками и драгоценными камнями. Известны были также туфли с закрытым носком, без пятки, напоминавшие по виду и назначению современные «шлёпанцы». В храмах и дворце фараона было принято ходить босиком, обувь оставляли за порогом.
У ассирийцев, кроме сандалий, снабжённых задником для защиты пятки, были в ходу и высокие башмаки, очень напоминающие современные.
Древние евреи делали обувь из кожи, шерсти, тростника и дерева. Известно было три типа обуви — сандалии, башмаки (они закрывали стопу до подъёма, всегда имели каблуки, а на ноге удерживались с помощью шнурков, которые завязывали красивым бантиком) и сапоги, в которых ходили путешественники и солдаты. У богатых людей обувь бывала чрезвычайно роскошной — в каблуки башмаков, например, часто вкладывали маленькие флакончики с духами. С ношением обуви было связано множество традиций, запретов и предписаний. Так, ходить босиком обычно считалось крайне неприличным, но в определённых случаях полагалось снимать обувь — например, при восхождении на Храмовую гору в Иерусалиме или в присутствии гостя, которому хозяева хотели выразить своё особое уважение. Обувь снимали также, чтобы подчеркнуть важность и бесповоротность принимаемого решения — например, в суде или при передаче недвижимого имущества. В Библии упомянут ещё один любопытный обычай, связанный с разуванием. Если человек умирал, оставив жену бездетной, его брат (или другой родственник) должен был жениться на ней. В случае отказа он подвергался публичному унижению: невестка, от которой он отказался, при всём народе снимала с его ноги обувь и плевала ему в лицо со словами: «Так поступают с человеком, который не созидает дома брату своему!».

### Античность

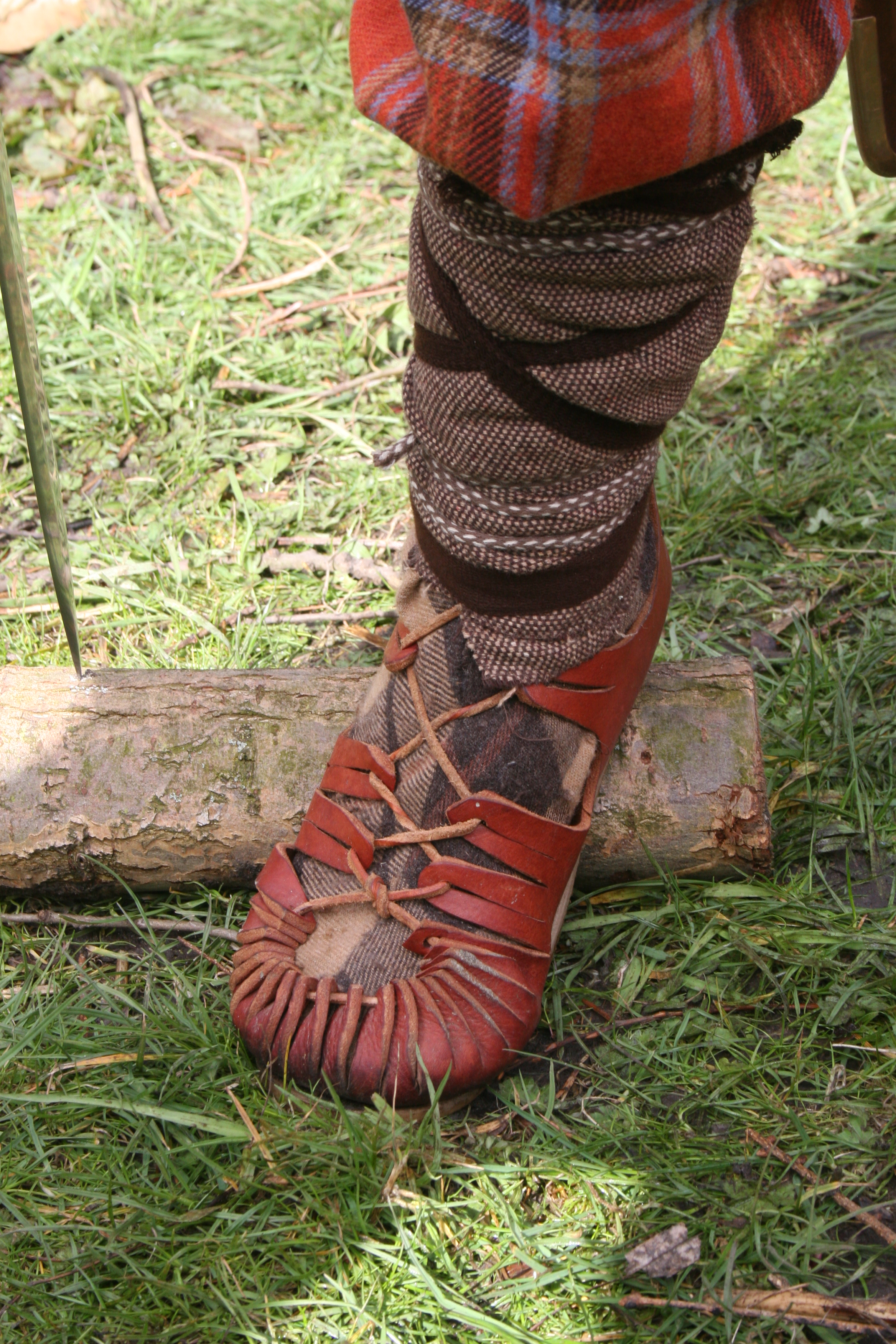
Обувь римских солдат

В Древней Греции, кроме простых сандалий, умели шить полуботинки с задником, сапожки на шнуровке, подчеркивавшие стройность ног и пользовавшиеся большим спросом у женщин, персикай — сапоги-чулки из мягкой кожи, и эндромиды — сапоги без носка. Но настоящей революцией стало изобретение греками обувной пары, когда правый и левый ботинки шьются по разным лекалам. К столь очевидной, на наш нынешний взгляд, идее человечество шло много веков. Говорят, этому открытию способствовали гетеры. По их заказу сапожники подбивали гвоздями обувь так, чтобы она оставляла на песке следы с надписью «Следуй за мной». Актёры на сцене обували котурны — сандалии на очень высокой подошве. Дома ходили босиком.
У римлян существовало несколько видов обуви: calceus — туфли, закрывающие всю ногу и завязывающиеся спереди ленточкой или шнурком, solea — сандалии, прикрывающие только подошву ноги и прикрепляющися к стопе ремешками, socci — плетёные верёвочные тапочки (их носили актёры, игравшие в комедиях) и др. Солдатской обувью были caligae — башмаки без носка, на прочной подошве, подбитой гвоздями (печально известный император Калигула получил своё прозвище именно в честь этой обуви). Появляться в публичных местах в открытой обуви считалось дурным тоном (отголосок этой традиции до сих пор очень силен в Италии). Женская обувь была в основном белого цвета, мужская — чёрного. В особо торжественных случаях римляне надевали пурпурные или алые туфли, украшенные вышивками и жемчугом. Патриции прикрепляли свою обувь четырьмя ремнями, а плебеи — одним.
Скифские племена, по одной из гипотез — предки восточных славян, предпочитали мягкие высокие сапоги, в которые они заправляли штаны. Эти сапоги, напоминающие кожаный чулок, обтягивали ногу с помощью ремней, охватывающих ступню и щиколотку. Под сапоги скифы надевали длинные войлочные чулки с пришитой войлочной подошвой. По верхнему краю чулок часто нашивались полосы с орнаментом из разноцветных лоскутов. Поверх чулок натягивались сапоги с мягкой кожаной головкой, с голенищами до колен — так, чтобы был виден орнаментированный верх чулок. Голенища сапог были мозаичными: они сшивались из чередующихся квадратиков меха и кожи (или меха и цветного войлока). В итоге обувь выглядела настолько своеобразно, что древние прозвали её «скифской».
Женская обувь скифских народов — полусапожки — чаще всего изготовлялась из тонкой кожи красного цвета и была богато орнаментирована. По месту соединения головки с голенищем была вшита полоска красной шерстяной тесьмы, украшенной кожаными аппликациями. Оригинально были отделаны и подошвы — для украшения использовали кожу, бисер, сухожильную нить. Богатая отделка подошв скифской обуви особенно удивляет историков: такие украшения имели место только при обычае сидеть, сложив ноги «калачиком», как это и сейчас принято у степных народов Азии.

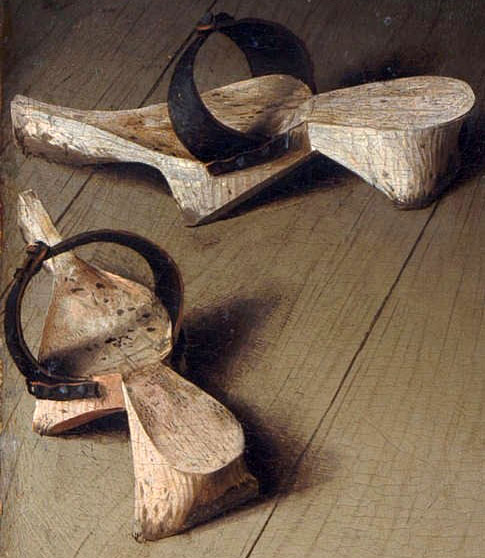
Деталь Портрета четы Арнольфини, 1434 год. Ван Эйк

### Средние века

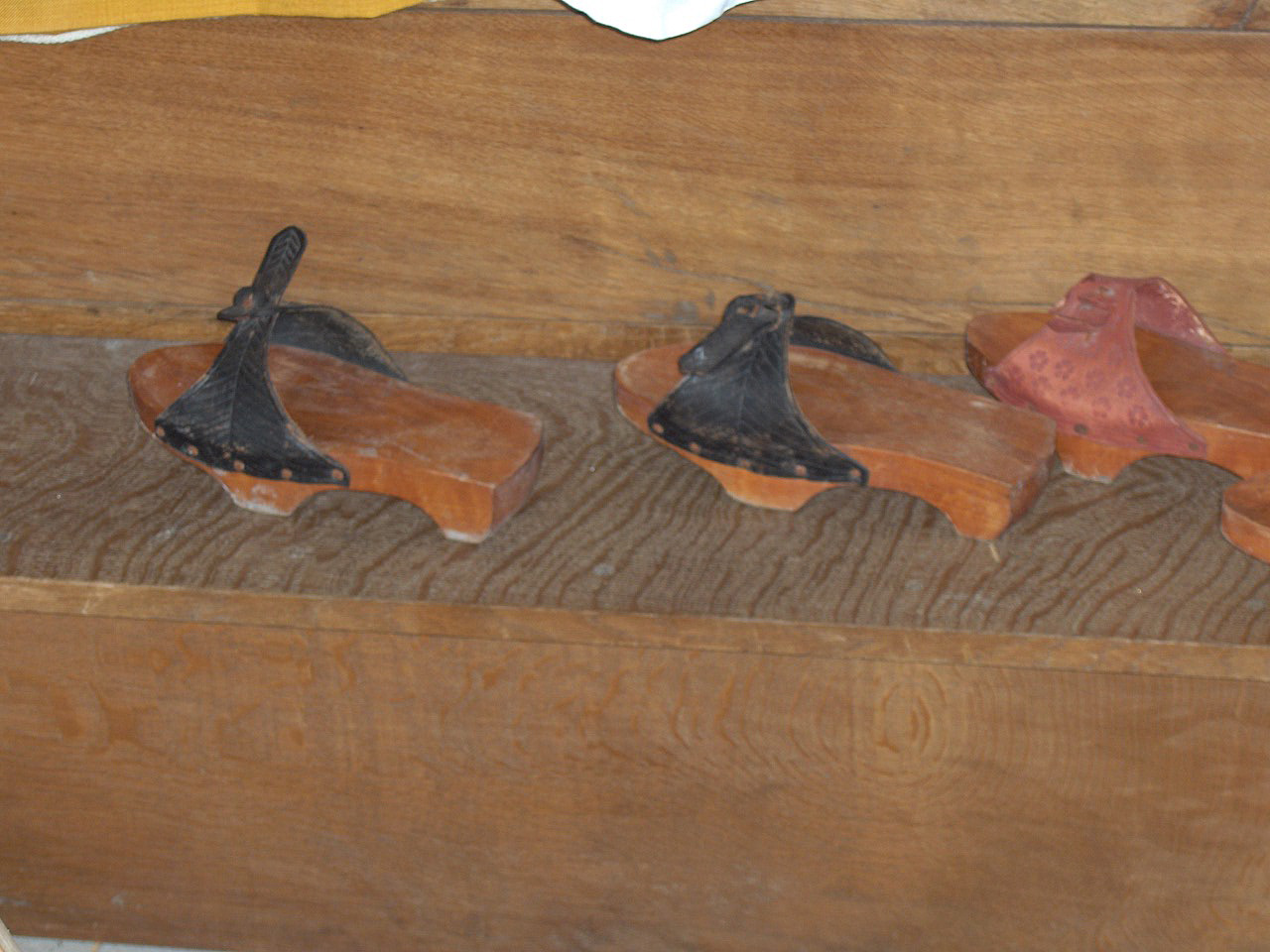

Средневековая Европа отвергла классические сандалии, отдав предпочтение претенциозным туфлям с длинными, загнутыми вверх носами — пулены, которые, по моде того времени, украшались колокольчиками или бубенцами. Французский король Филипп IV даже издал специальный закон, согласно которому вся знать должна была носить только такую обувь. В XIV веке длина туфель отражала знатность их владельца: рядовым дворянам разрешалось покупать обувь на полтора, баронам — на два, князьям — на три фута больше истинного размера ноги. Чтобы не спотыкаться, князья нередко привязывали загнутый кончик туфли к ноге бечёвкой.

### Эпоха Возрождения и Реформации
XV век принёс модникам заметное облегчение: туфли стали короче и шире (т. н."коровьи морды"). С увеличением и расширением передней части пары сужалась и уменьшалась задняя, и уже в 20-х годах XVI века башмаки стали так мелки, что едва держались на ногах и поэтому крепились завязками на подъёме. Обувь изготавливали из кожи, бархата, шелковой и шерстяной ткани красного, голубого, жёлтого и других цветов. Носки их, по тогдашней моде, украшали разрезами, через которые была видна подкладка из ткани или кожи другого цвета. Чтобы они выглядели поизящнее, обувщики придумали прибивать к ним деревянные каблуки. Женская обувь того времени ничем не примечательна: приличия не позволяли дамам показывать даже носки туфель. Во второй половине XVI века туфли стали более изящными. В употребление вошли сапоги из мягкой кожи или замши. Их голенища делали такими длинными, что они доходили до верхней части бёдер. Носили сапоги только мужчины и, как правило, только для верховой езды или охоты.

### Эпоха барокко и классицизма

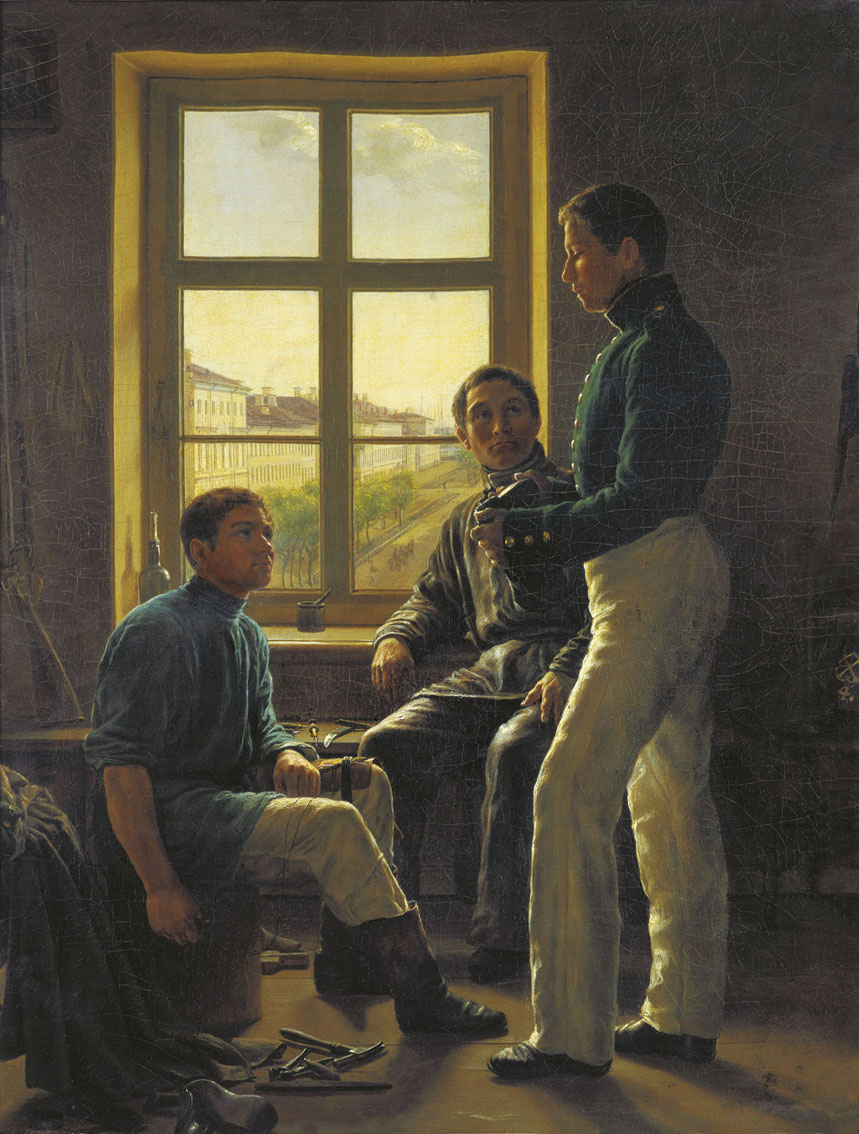
Матросы в сапожной мастерской

В конце XVII — начале XVIII веков произошло ещё одно значимое для развития обувного дела событие: юбки дам стали гораздо короче и игривее. Грубые башмаки на толстых каблуках сменили изящные, лёгкие туфельки из бархата, шелка и парчи. И если раньше, когда обувь скрывало длинное платье, высота подошв башмаков была умеренной, то со временем их стали делать выше. Обувь, отделанную шитьём и другими украшениями, охотно выставляли напоказ. Своего предела высота подошвы и каблуков достигла в XVII веке, в годы правления Людовика XIV (считается, что король, будучи небольшого роста, ввёл моду на высокие каблуки намеренно, чтобы казаться выше). Высокие каблуки красного цвета (иногда даже расписанные изящными миниатюрами) надолго вошли в обиход придворных кавалеров. На балах даже мужчины обязаны были появляться в туфлях, украшенных огромными бантами из лент (таких бантов могло быть даже по два: один, побольше, — на подъёме, другой, поменьше — около носка). Но во всех прочих случаях жизни они предпочитали ботфорты — высокие сапоги с квадратными носами, голенища которых оканчивались широкими раструбами. Их обычно опускали до уровня колен и носили вместе с канонами — своеобразными гамашами, которые шились в виде кулька и вверху (там, где они выглядывали из сапог) отделывали тонкими кружевами. Такие «каноны» вместе с кружевными подвязками нередко стоили намного дороже, чем весь остальной костюм. На сапоги обязательно прикрепляли шпоры, даже если шли пешком (и даже если вообще не имели лошади).
Простолюдины в деревнях обувались в деревянные башмаки — сабо, или ходили босиком.

### XVIII век

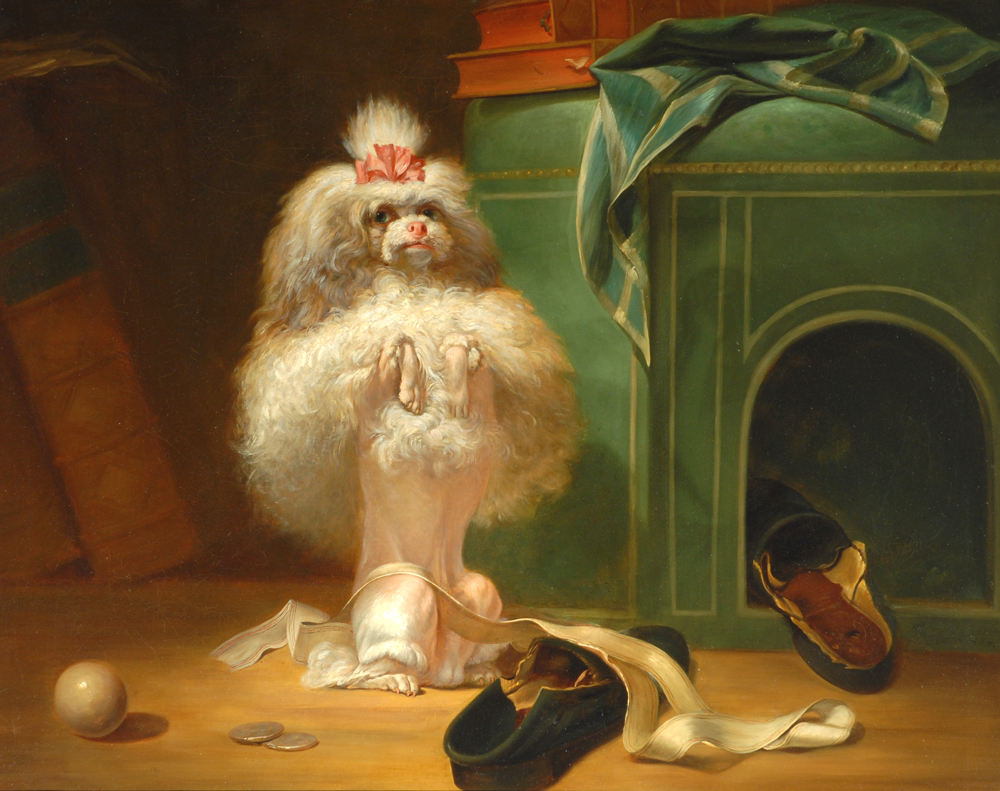
Франция, 1768

В XVIII веке, во время господства рококо, в моду вновь входят остроносые туфли и сапоги, ещё больше возрастёт значение украшений и декора — прежде всего пряжек, шнуровок и бантов на высоких подъёмах.
Эпоха Просвещения тоже внесла свои коррективы в обувную моду.

### XIX век
С середины XIX века место шелковых туфель занимают удобные и практичные кожаные ботиночки. Форма обуви становится более жесткой, появляется шнуровка и застежки. Самая модная модель того времени — полуботинки с меховой отделкой на каблучке-«рюмочке» средней высоты.

### XX век

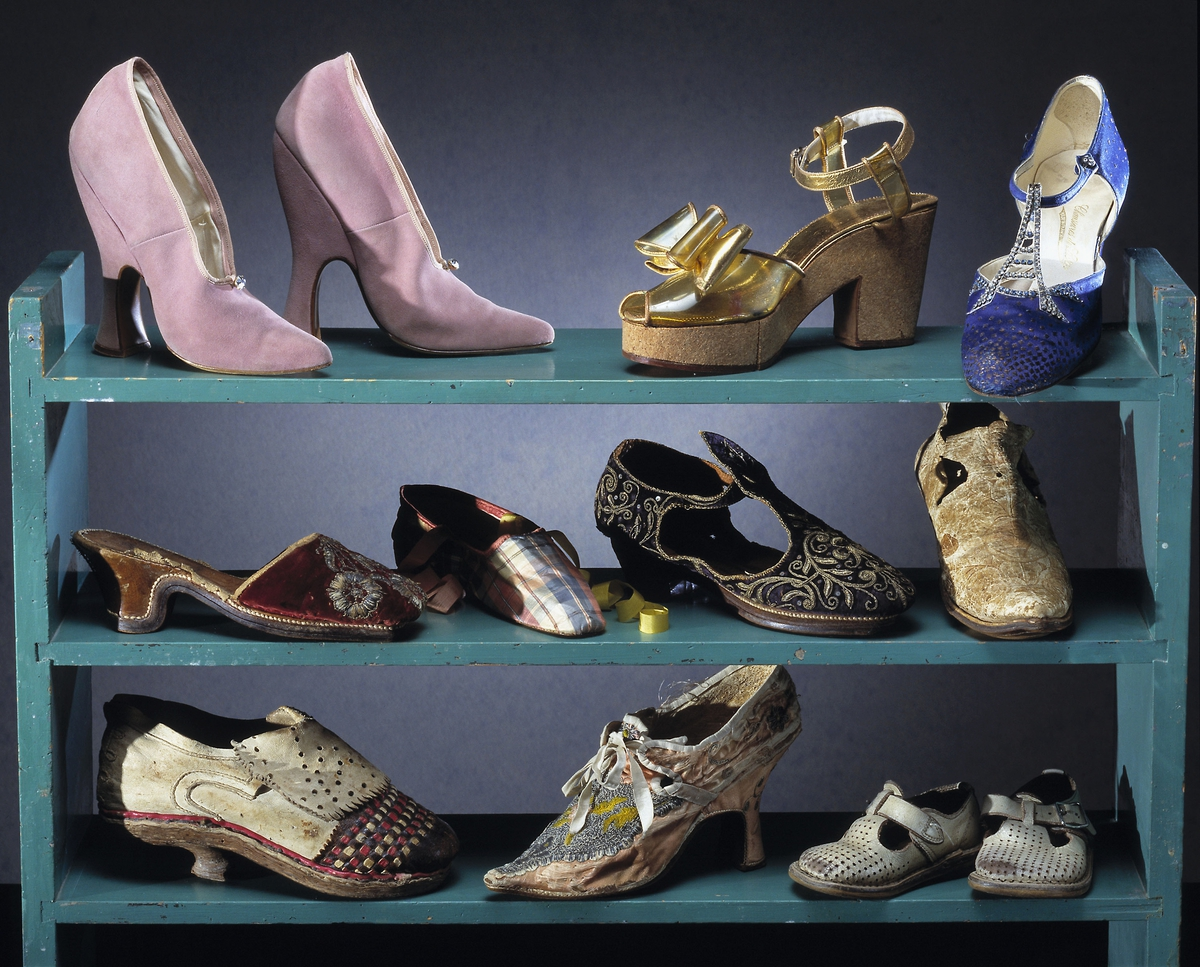
Современная обувь

Новаторство двадцатого века главным образом состоит в том, что форма обуви начинает повторять очертания стопы, стелька становится асимметричной, но не полностью соответствующей ноге. В 20-е годы очередной бум переживают сандалии, а после Второй мировой дизайнеры начинают экспериментировать с материалами более дешёвыми, чем кожа: войлоком, парусиной, резиной. Обувь стала объектом внимания художников и конструкторов, но, как и прежде, оставалась признаком социального различия владельцев. Так, аристократическая обувь — узкая в ступне, остроносая, на фигурном каблуке. В зависимости от назначения носили туфли кожаные и атласные, замшевые и шелковые, ботинки на шнурках, крючках и пуговицах. Основной обувью мужчин были сапоги, а также штиблеты и полусапоги.
Российских башмачников начала прошлого века называли «волчками» за то, что обувь они чинили в малюсеньких мастерских, сидя в стороне от людей, как одинокие волки. Меккой башмачного дела была Марьина Роща. Именно туда приезжали заказать модные туфли многие заграничные модники.
Самая выступающая часть ноги — её большой палец, но производители, в подавляющем большинстве, продолжают игнорировать это, следуя моде. До сих пор (2017) самая выступающая часть подошвы и стельки приходится на средний палец. Исключения, дающие максимальный комфорт ноге, появляются для любителей дальних пробежек и естественной походки. В чём то история обуви вернулась к истокам — так называемая босо-обувь по сути представляет мокасины из современных материалов.

### XXI век
Современная обувь 2010-х годов сильно различается по стилю и стоимости. Некоторые виды обуви, изготовленные известными дизайнерами, могут быть изготовлены из дорогих материалов и продаваться за сотни или даже тысячи долларов за пару. В 2010-х годах она все чаще изготавливается из резины, пластмассы и других материалов, полученных из нефтехимии.

## Материалы для изготовления обуви
Различают натуральные и синтетические материалы.
- Кожа или искусственная кожа
  - Дерматин
  - Нубук
- Пластмасса и различные виды пластика
  - Полиуретан — материал для подошвы.
- Резина — материал для элементов сандалий, а также подошвы. Литая резиновая подошва чаще всего неремонтопригодна.
- Ткань — натуральная или искусственная.
- Дерево — например, знаменитые старинные голландские башмаки; или кора дерева — например, лапти из бересты, пробковая подошва.
- Каучук — для подошвы, натуральный.

Материалы для отделки обуви также разнообразнее: кроме перечисленных — от металла и стекла до бриллиантов. Всё больше ювелирных домов борются за сотрудничество с обувными компаниями.

## Составляющие обуви

Части обуви

Обувь состоит из следующих частей.

### Рант
Наружная деталь низа обуви, представляющая собой узкую полоску из чепрачных или искусственных кож, которая предназначается для скрепления втачной стельки с подошвой.
На обуви изготовленной клеевым способом, рант выполняет декоративную деталь и не несёт существенной функции.

### Жёсткий подносок
Промежуточная деталь верха обуви в носочной её части, между верхом и подкладкой. Сохраняет форму носочной части, а также служит для защиты ног от внешних механических воздействий.

### Союзка
Наружная деталь верха обуви, закрывающая верхнюю поверхность стопы. Может быть усилена текстильными деталями: межподкладкой и боковиной, препятствующими растягиванию верха и деформации боковых сторон. В процессе эксплуатации обуви союзка (перед) подвергается сильной деформации из-за многочисленных повторных изгибов и именно поэтому она является ответственной деталью верха обуви.

### Берцы
Наружные детали верха обуви, закрывающие тыльную поверхность стопы. На берцах располагаются шнурки или ремни с пряжками. В процессе эксплуатации обуви берцы подвергаются менее интенсивным механическим воздействиям, чем союзка.

### Подкладка
Внутренняя деталь верха обуви из кожи растительного дубления — она непосредственно соприкасается со стопой и должна быть особенно мягкой, способной пропускать воздух. Наиболее интенсивно подкладка изнашивается в носочном и пяточном участках.

### Задник
Задник — внутренняя или промежуточная деталь верха обуви, расположенная в пяточной части (между внутренними (подкладкой) и наружными деталями). Обеспечивает формоустойчивость пяточной части, а также служит для защиты пяточной части стопы от внешних механических воздействий. Изготавливается из натуральных чепрачных кож, термопластов, кожкартона, гранитоли и т. д.

### Подошва
Деталь низа обуви, которая непосредственно соприкасается с землёй. У модельной обуви её толщина около 5 мм, у прочной — соответственно, больше. Она предохраняет стопу от соприкосновения с грунтом, смягчает механические воздействия при ходьбе, беге, прыжках, защищает обувь от износа, проникновения в неё воды и грязи, а также от воздействия агрессивных сред. Наряду с наружными деталями верха, дизайн подошвы также участвует в формировании внешнего вида обуви. Рисунком протектора (ходового слоя подошвы) определяются антифрикционные (сопротивление скольжению) свойства обуви. При носке обуви подошва подвергается интенсивным воздействиям — истиранию о грунт, многократным деформациям при сжатии и изгибе, увлажнению и высушиванию, перепадам температур. От качества подошвы во многом зависит длительность носки обуви.

### Вкладная стелька
Деталь обуви, соответствующая по форме основной стельке. Служит для улучшения эстетических, комфортных и гигиенических свойств обуви. Представляет собой слой особо мягкой кожи, который соприкасается с нижней поверхностью стопы.

### Основная — втачная стелька
Деталь низа обуви, расположенная под всей поверхностью стопы, к которой прикрепляют верх и низ обуви. При эксплуатации обуви стелька подвергается многократным изгибам и сжатиям, а при отсутствии вкладной стельки — действию пота, истиранию со стороны стопы. Материалы, применяемые для изготовления стельки, должны быть устойчивыми к этим воздействиям, хорошо поглощать пот, прочно удерживать гвозди, нитки. В обуви применяют стельки кожаные (одинарные и склеенные из двух слоев), комбинированные (из слоя кожи и искусственного стелечного материала или спецкартона).

### Простилка
Служит для заполнения полостей, образующихся в процессе затягивания верха обуви на колодку.

### Геленок (Супинатор)
Деталь обуви, закрепляемая внутри несущей стельки. Представляет собой изготовленную из дерева (давно не используется) или стали пружину (10x1,5 см или больше). Размещается с середины каблука до начала подъёма. Создаёт стабильный упор и предотвращает искривление каблука.
Каблук
Ответственная деталь низа обуви, предназначенная для подъёма пяточной части стопы на определённую высоту.

### Носок (Мысок)
Наружная деталь верха обуви, закрывающая тыльную поверхность пальцев стопы. В процессе носки обуви на носок действуют наибольшие механические и физико-механические воздействия, в результате чего на нём остаются царапины, загрязнения и др.

### Голенище

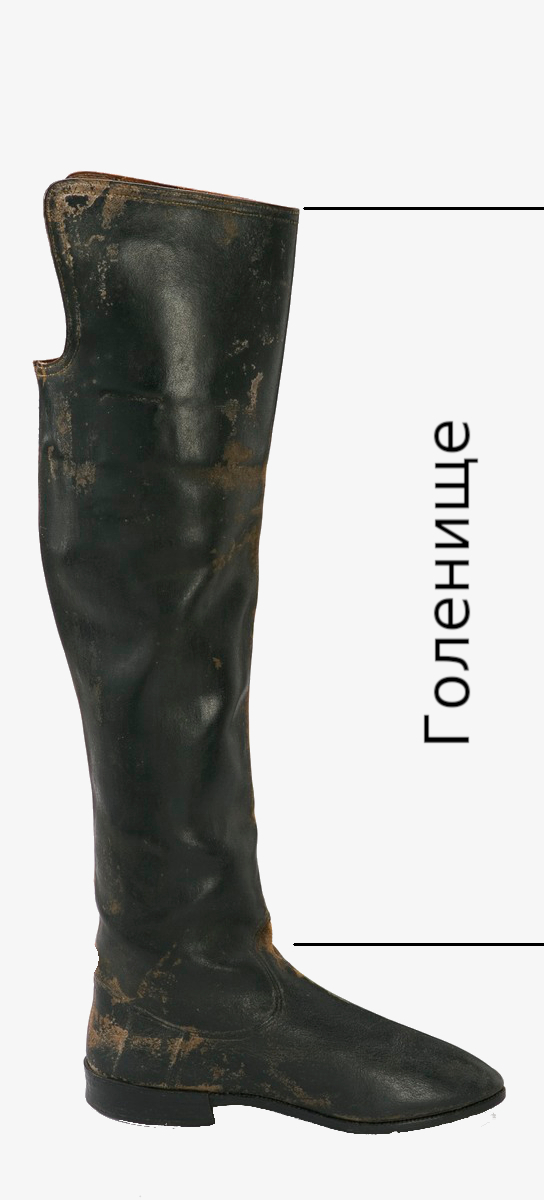

Наружная деталь верха обуви, закрывающая голень, иногда часть её; может доходить до бедра.

### Язычок
Наружная деталь верха ботинок или полуботинок, расположенная под передней частью берцев для предохранения стопы от повреждения блочками и давления шнурками.

### Другое
В обуви могут присутствовать следующие составляющие:

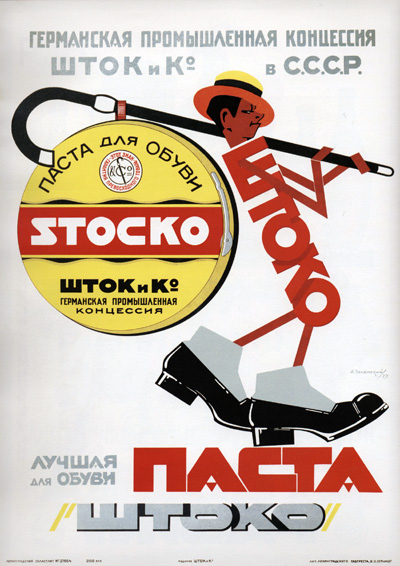
Реклама обувного крема, СССР, 1929. Плакат работы А. Н. Зеленского

- Гвозди обувные
- Гребень колодки
- Губа стельки
- Задинка
- Задник обувной или подносок
- Застежка
- Застежка-молния
- Каблук
- Клапан обувной
- Косячок обувной
- Крючок обувной
- Набойки
- Платформа
- Стельки и полустельки
- Шнурки

## Типы обуви
Наиболее значимый признак классификации обуви — её вид.
Согласно ГОСТ 23251-83 «Обувь. Термины и определения» к видам обуви относятся:
1. сапоги
2. сапожки
3. полусапоги
4. полусапожки
5. ботинки
6. полуботинки
7. туфли
8. сандалии
9. туфли комнатные
10. чувяки
11. мокасины
12. пантолеты
13. опанки
14. таби

## Дизайнеры обуви
- Вивьен Вествуд
- Джимми Чу
- Кристиан Лубутен
- Маноло Бланик
- Сальваторе Феррагамо
- Шарль Журдан
- Валентино Гаравани
- Бет Шэк
- Пура Лопес
- Balenciaga

## Переработка обуви

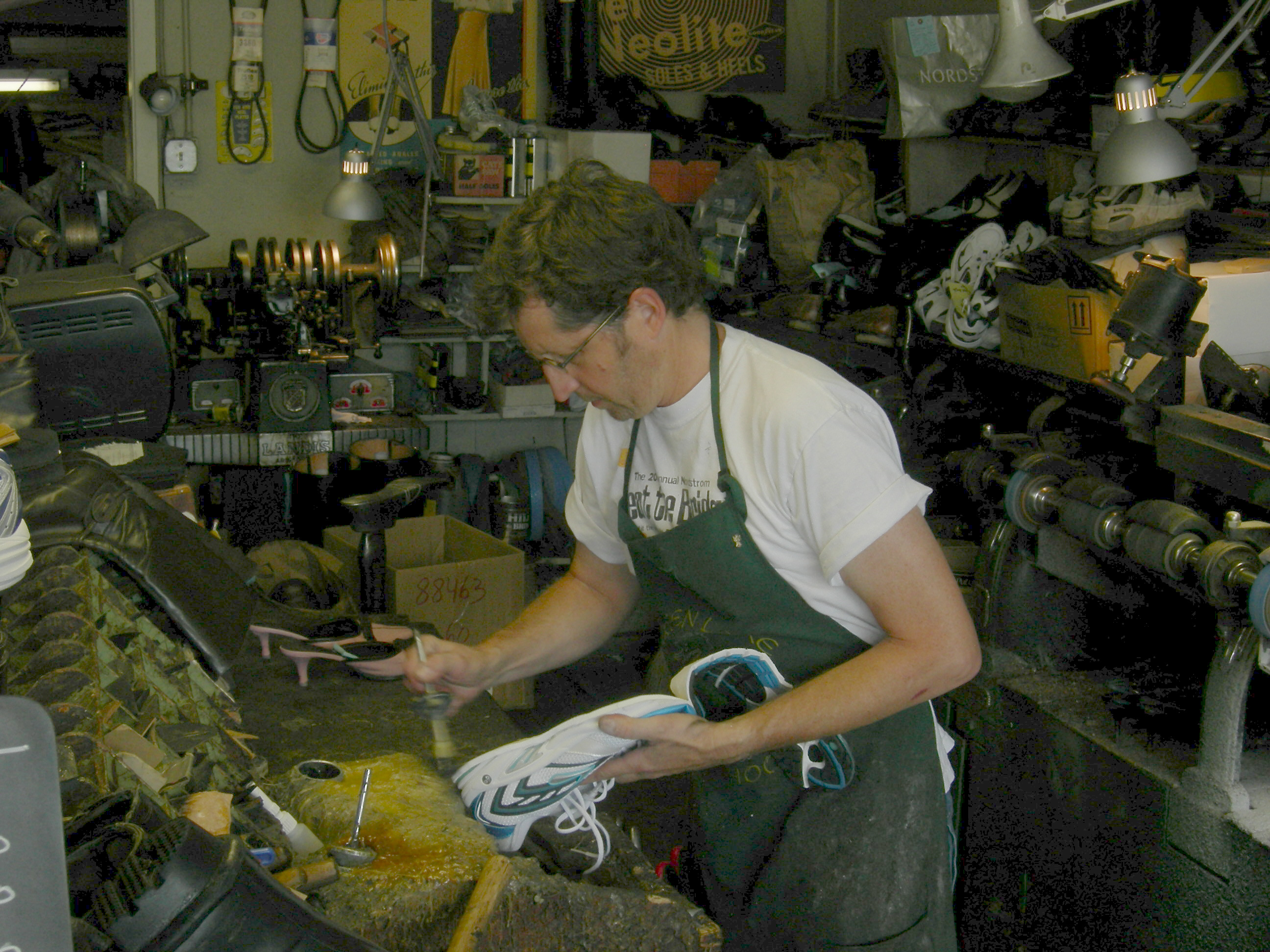
Переработка обуви

Во многих странах Европы на мусоросборных площадках спальных районов, помимо контейнеров для сбора металла, пластика, бумаги и стекла, появились контейнеры для сбора использованной одежды, обуви и тряпи.
Вся тряпь поступает в сортировочный центр. Здесь происходит отбор одежды, которая ещё может быть пригодна для использования, она впоследствии поступает в благотворительные ассоциации для малоимущих, церкви и Красный Крест. Непригодная одежда проходит тщательный отбор: отделяются все металлические и пластмассовые детали (пуговицы, змейки, кнопки и пр.), затем разделяют по типу ткани (хлопок, лён, полиэстер и т. д.). Например, джинсовая ткань поступает на заводы по производству бумаги, где ткань измельчается и отмачивается, после этого процесс производства идентичен целлюлозному. Метод производства бумаги из ткани сохранился неизменным уже многие столетия и был завезён в Европу Марко Поло, когда он в первый раз посетил Китай. В результате получается два типа бумаги: 1. «Артистический» для акварели или гравюры со своей текстурой, прочностью и долговечностью. 2. Бумага для производства банкнот.
Обувь подвергается похожему процессу сортировки: подошва отделяется от верха, компоненты сортируются по типу материала, после чего поступают на предприятия по переработке резины, пластмассы и т. д. В этом своего успеха достигла инновационная компания спортивной одежды NIKE, в магазинах которой в США можно получить скидку, оставив свои сношенные кроссовки.

## Выражения, пословицы, поговорки, связанные с обувью
- Под каблуком (башмаком, сапогом).
- Два сапога пара, и оба на левую ногу.
- Сапоги всмятку.
- Сапожник без сапог.
- Сесть в галошу.
- Не лыком шит.
- Липовые лапти.
- Не будь лапотника, не было бы и бархатника (то есть дворянина).
- Не лаптем щи хлебаем.
- Лапотная деревня (в переносном смысле — некультурная, нищая).
- Дело вести — не лапти плести.
- Откинуть сандалии.
- Лыко не вяжет.
- Сапоги каши просят.
- Все люди как люди, а мой муж как поршень (поршень — обувь шерстью наружу)[9].
- Батрак обувь делает и обувает[9].